# Sân bay Biarritz Pays Basque
Sân bay Biarritz - Anglet - Bayonne (IATA: BIQ, ICAO: LFBZ), cũng có tên là Sân bay Biarritz hay Sân bay Parme, là một sân bay phục vụ Biarritz, Pháp. Sân bay có cự ly 5 km về phía đông nam của Biarritz, gần Bayonne và Anglet.

## Các hãng hàng không và tuyến bay
| Hãng hàng không                  | Các điểm đến                                                                            |
| -------------------------------- | --------------------------------------------------------------------------------------- |
| Air France                       | Paris-Orly                                                                              |
| Air France cung ứng bởi Régional | Geneva, Lyon, Nice                                                                      |
| Baboo                            | Geneva [theo mùa]                                                                       |
| Blue1                            | Helsinki                                                                                |
| EasyJet                          | Bristol [theo mùa], London-Gatwick [theo mùa], Lyon [theo mùa], Paris-Charles de Gaulle |
| Ryanair                          | Birmingham, Dublin, London-Stansted, Marseille                                          |